# The End of Nightmare
《The End of Nightmare》(디 엔드 오브 나이트메어)는 대한민국의 걸 그룹 드림캐쳐의 네 번째 미니 음반이다. 타이틀 곡은 〈PIRI〉(피리)로, 2019년 2월 13일 지니뮤직을 통하여 발매되었다.

## 개요
- 《Alone In The City》 이후 5개월 만에 발매하는 음반이다. Stability, Instability의 두 가지 버전으로 발매되었다.
- 데뷔 이래 모든 악몽 스토리텔링을 마무리하는 음반이다.
- 2019년 3월 13일 발매된 일본에서의 두 번째 싱글 《PIRI ~笛を吹け~ -Japanese ver.-》에 이 음반의 타이틀 곡이 일본어 버전으로 수록되었다.

## 발매 과정
2019년 1월 13일, 드림캐쳐의 데뷔 2주년을 앞두고 진행된 특별 V라이브 방송에서 팬송 〈하늘을 넘어 (Over the Sky)〉가 미리 공개되었고, 2월 컴백 계획이 전해졌다. 컴백 계획은 1월 28일 공식화되었으며, 같은 날 P가 적힌 다이얼식 전화기를 찍은 사진인 ‘미스터리 코드 #1’이 공개되었다. 다음 날인 29일에는 고풍스러운 시계를 찍은 사진인 ‘미스터리 코드 #2’이 공개되었는데, 시계는 숫자 I가 붉은색으로 강조되어 있다. 이어 R이 적힌 깨진 거울을 찍은 사진인 ‘미스터리 코드 #3’이 1월 30일, 신발 바닥에 I가 적힌 인형을 찍은 사진인 ‘미스터리 코드 #4’가 1월 31일 공개되면서 타이틀 곡 〈PIRI〉의 제목이 밝혀졌다.
2월 1일, 컴백 스케줄 표가 공식 SNS에 게시되었다. 티저 사진은 각 버전별로 두 차례에 나눠 공개되었다. 우선 붉은 조명을 비춘 아래에서 촬영된 Stability 버전의 티저는 2월 4일 개인 사진이, 2월 5일 단체 사진이 공개되었다. Instability 버전의 티저는 2월 6일 개인 사진이, 2월 7일 단체 사진이 공개되었다.
2월 8일, 컴백 트레일러 영상이 유튜브에 게시되었다. 이후 2월 11일 하이라이트 메들리 영상이 공개되었다. 마지막으로 음원 공개를 하루 앞둔 2월 12일, 타이틀 곡의 뮤직비디오 티저 영상이 공개되었다.

## 수록곡
| #            | 제목                     | 작사                    | 작곡                                                    | 재생 시간 |
| ------------ | ------------------------ | ----------------------- | ------------------------------------------------------- | --------- |
| 1.           | 〈Intro〉                |                         | LEEZ, Ollounder (편곡: Ollounder, LEEZ)                 | 1:07      |
| 2.           | 〈PIRI〉                 | Ollounder, LEEZ         | Ollounder, LEEZ (편곡: Ollounder, LEEZ)                 | 3:27      |
| 3.           | 〈Diamond〉              | Ollounder, LEEZ         | Ollounder, LEEZ (편곡: Ollounder, LEEZ)                 | 3:22      |
| 4.           | 〈그리고 아무도 없었다〉 | Ollounder, LEEZ         | Ollounder, LEEZ, 김준혁 (편곡: Ollounder, LEEZ, 김준혁) | 2:53      |
| 5.           | 〈Daydream〉 (백일몽)    | LEEZ, Ollounder, 김준혁 | LEEZ, Ollounder, 김준혁 (편곡: LEEZ, Ollounder, 김준혁) | 3:32      |
| 6.           | 〈PIRI〉 (Inst.)         |                         | Ollounder, LEEZ (편곡: Ollounder, LEEZ)                 | 3:27      |
| 총 재생 시간 | 총 재생 시간             | 총 재생 시간            | 총 재생 시간                                            | 17:48     |

## 차트
| 차트 (2019)                 | 최고 순위 |
| --------------------------- | --------- |
| 대한민국 (가온 차트 ‘주간’) | 3         |
| 대한민국 (가온 차트 ‘월간’) | 7         |